# Calapnita vermiformis
Espèce
Calapnita vermiformis est une espèce d'araignées aranéomorphes de la famille des Pholcidae.

## Distribution
Cette espèce est endémique des Philippines.

## Description
Le mâle holotype mesure 4 mm

## Publication originale
- Simon, 1892 : Arachnides. Études sur les arthropodes cavernicoles de l'île Luzon. Voyage de M. E. Simon aux îles Philippines (mars et avril 1890). 4e Mémoire. Annales de la Société Entomologique de France, vol. 61, p. 35-52 (texte intégral).